# Orden de Ernesto Augusto
La Orden de Ernesto Augusto fue fundada el 15 de diciembre de 1865 por el rey Jorge V de Hannover en memoria de su padre Ernesto Augusto, rey de Hannover. La orden fue adjudicada tanto por mérito civil como militar. Estaba dividida en cinco clases:
- Gran Cruz
- Gran Comendador
- Comendador
- Caballero de Primera Clase
- Caballero de Segunda Clase

## Historia
En 1866, Hannover era vencido y anexionado por Prusia al final de la guerra austro-prusiana. Como resultado, Prusia disolvió las tres órdenes hannoverianas de caballería. Jorge V y sus sucesores todavía continuaron otorgando la orden de Ernesto Augusto, pero ahora como orden de la Casa Hannover, de la misma manera de muchas casas reales no reinantes. Entre 1865 y 1900, cuarenta dos Grandes Cruces fueron concedidas. La mayoría de ellas después de la expulsión de la familia real de Hanover en 1866. De las grandes cruces otorgadas, diecisiete fueron a hannoverianos y veinticinco a extranjeros.

## Insignia
La medalla es una cruz de oro de Malta, esmaltada en blanco, con una pequeña bola de oro en ocho puntos y cuatro coronas reales en las esquinas. En el centro hay un medallón de esmalte rojo con el monograma de Ernest Augustus (EA), y alrededor, había una banda de esmalte azul con el lema del orden "SUSCIPERE ET FINIRE" en oro. La parte posterior muestra la fecha de fundación "DEC MDCCCLXV XV" con las iniciales del rey que había concedido la orden Jorge V ("G").
La cinta es rojo escarlata con dos franjas azul marino paralelas a cada lado.